# Na fali (film 2007)
Na fali (ang. Surf’s Up, 2007) – amerykański film animowany wyprodukowany przez Sony Pictures Animation i wyreżyserowany przez twórców Toy Story 2 i Tarzana. Film opowiada o grupce pingwinów, które uprawiają surfing.

## Fabuła
Głównym bohaterem jest Cody Maverick, który jest fanem Big Z (słynny surfer, wielokrotny zwycięzca zawodów zanim nie zniknął po spadnięciu z fali). Cody dostaje się na zawody im. Big Z, wcześniej w drodze poznając Kurczaka Joego. Już na miejscu wyzywa do walki dziewięciokrotnego mistrza Tanka „Czołga” Evansa, kiedy zaczął on rzucać kamieniami w deskę upamiętniającą zniknięcie Big Z. Od śmierci częściowo ratuje go Lani Alikai (ratowniczka). Zaprowadza Cody’ego do Dziwaka (on dokańcza leczenie), który jest słynnym Big Z (Cody jeszcze o tym nie wie), a po wyleczeniu ćwiczy pod okiem mistrza i dzięki temu dostaje się do finału mistrzostw. Nie odnosi zwycięstwa (wygrał Kurczak Joe). Zdołał jednak pokonać Tanka „Czołga” Evansa. Następnie po długiej nieobecności (po kolejnym ocaleniu Cody’ego) pokazuje się światu Big Z. Film kończy się ocenami matki i brata Cody’ego.

## Obsada
- Shia LaBeouf – Cody Maverick
- Jeff Bridges – Big Z / Geek
- Zooey Deschanel – Lani Alikai
- Jon Heder – Kurczak Joe
- James Woods – Reggie Belafonte
- Diedrich Bader – Tank Evans
- Mario Cantone – Mikey Abromowitz
- Kelly Slater – Kelly
- Rob Machado – Rob

## Wersja polska
Opracowanie wersji polskiej: Start International Polska

Reżyseria: Joanna Wizmur

Dialogi polskie: Bartosz Wierzbięta

Teksty piosenek: Jakub Osiński

Kierownictwo produkcji: Elżbieta Araszkiewicz

Dźwięk i montaż: Michał Skarżyński

Kierownictwo muzyczne: Marek Klimczuk

Wystąpili:
- Marcin Hycnar – Cody Maverick
- Grzegorz Pawlak – Big Z/Dziwak
- Sylwia Gliwa – Lani Alikai
- Jacek Lenartowicz – Tank Evans
- Tomasz Karolak – Glen
- Jakub Tolak – Kurczak Joe
- Joanna Wizmur – Edna Maverick
- Tomasz Steciuk – Sal
- Paweł Szczesny – Reggie Belafonte
- Jacek Kopczyński – Rob
- Krzysztof Banaszyk – Filmowiec #1
- Justyna Bojczuk – Kate
- Leszek Zduń – Kelly
- Wojciech Paszkowski – Spiker
- Beniamin Lewandowski – Smudge
- Grzegorz Drojewski – Mikey Abramowitz
- Jarosław Boberek – Jeżowiec